# Owen McCann
Owen McCann (26 de junho de 1907 - 26 de março de 1994), foi um cardeal sul-africano da Igreja Católica Romana e jornalista. Arcebispo da Cidade do Cabo de 1950 a 1984 (o primeiro ano como vigário apostólico ), foi elevado ao cardinalato em 1965.

## Biografia
McCann nasceu em Woodstock, na Cidade do Cabo , e estudou no Saint Joseph College, em Rondebosch , na Universidade da Cidade do Cabo , e na Pontifícia Universidade Urbaniana, em Roma. Foi ordenado ao sacerdócio em 21 de dezembro de 1935. Em 1941, tornou-se editor do "The Southern Cross" , o jornal nacional católico da África do Sul, e ocupou este cargo até 1948; ele novamente tornou-se editor em 1986, desta vez por um período de cinco anos. Ele fez trabalho pastoral na Cidade do Cabo de 1948 a 1950.
Em 12 de março de 1950, McCann foi nomeado Vigário Apostólico da Cidade do Cabo e Bispo Titular do Stectorium. Ele recebeu sua consagração episcopal no dia 18 de maio do arcebispo Martin Lucas, SVD , núncio na África do Sul. Após a elevação da Cidade do Cabo a uma diocese em 11 de janeiro de 1951, McCann foi nomeado arcebispo da Cidade do Cabo , o primeiro da hierarquia metropolitana . Entre 1961 e 1974, ele serviu como Presidente da Conferência dos Bispos Católicos da África Austral (SACBC). McCann participou do Segundo Concílio do Vaticano, em que foi eleito para a Comissão dos Bispos e fez quatro apresentações escritas e quatro orais em seu próprio nome e cinco escritas como presidente da SACBC.
McCann foi criado Cardeal Sacerdote de Santa Prassede pelo Papa Paulo VI no consistório de 22 de fevereiro de 1965, tornando-se o primeiro sul-africano a receber o chapéu vermelho. Ele foi um dos cardeais eleitores que participou do conclave papal de agosto de 1978 , que selecionou o papa João Paulo I , e o conclave papal de outubro de 1978 , que selecionou o papa João Paulo II . McCann foi supostamente um defensor de Giovanni Benelli no último conclave, mas ainda deu seu louvor ao recém-eleito Wojtyla.  O cardeal McCann se aposentou como arcebispo da Cidade do Cabo em 20 de outubro de 1984.
Ele morreu em 26 de março de 1994, aos 86 anos, e está enterrado na catedral arquidiocesana. O Presidente Nelson Mandela , em uma declaração oficial de condolências no dia 28 de março seguinte, descreveu o Cardeal McCann como "um dos grandes filhos da África do Sul" e "um homem de grande habilidade e sabedoria". 